# セイワ工業
株式会社セイワ工業（せいわこうぎょう）は、京都府久世郡久御山町に本社を置く加工メーカー・粉体機器メーカー。
大型部品の製造と、混合機・集塵機・供給機・その他産業機械など、粉体機器を設計製造販売する。
大型5面加工機を7台所有している。

## 沿革
- 1950年7月 - 清和工業として佐山村（現　久御山町）にて鉄工所を創業
- 1983年8月 - 現在地にて有限会社セイワ工業を設立
- 2000年8月 - 株式会社セイワ工業に改組
- 2005年7月 - 本社工場隣接地に第2事業所新設
- 2008年3月 - ISO14001認証取得
- 2012年7月 - 中国蘇州に関連会社「生和蘇州技研有限公司」設立
- 2013年8月 - 粉粒体処理機械・混合機・集塵機　設計製造販売のキョーテック事業部設立
- 2019年1月 - 本社所在地を第二事業所へ変更し、旧本社を第二事業所へ変更[5]

## 関連企業
- 生和（蘇州）技研有限公司